# Istočna Europa
Istočna Europa europska je regija koju čine države:
- Bjelorusija
- Moldavija
- Ukrajina
- europski dio  Ruske Federacije (prostor zapadno od planine Ural)

Uvjetno:
- europski dio  Kazahstana (prostor zapadno od rijeke Embe, u nekim izvorima zapadno od rijeke Ural)
- europski dio  Azerbajdžana (mali dio teritorija glavni kavkaški greben)
- europski dio  Gruzije (mali dio teritorija glavni kavkaški greben)

Do kraja 1980-ih te zemlje su politički i gospodarski bile podređene SSSR-u, a danas se nalaze u procesu gospodarske i demografske tranzicije.
Zemlje Istočne Europe udaljene su od svjetskih prometnih i trgovinskih tokova, osobito Moldavija i Bjelorusija koje nemaju izlaz na more, ali kroz njih, te kroz Ukrajinu prolaze važni prometni pravci koji povezuju Rusku Federaciju sa Srednjom Europom. Tri su prometna pravca:
1. pravac sjeverni dio Srednje Europe – Istočna Europa (Berlin – Moskva)
2. južni dio Srednje Eurpe – Istočna Europa s odvojkom prema sjevernom i srednjem Jadranu
3. Istočna Europa – Egejsko more (Sankt Peterburg – Kijev – Kišinjev – Bukurešt – Egejsko more)

Važni su i unutrašnji plovni putevi, osobito plovni put rijeke Volge kojim su spojeni Bijelo more, Baltičko more, Crno more, Azovsko more te Kaspijsko jezero.

## ReljefIstočne Europe
Najvećim dijelom Istočne Europe prostire se Istočnoeuropska nizina prekambrijske starosti, a rubno se izdižu Karpati, Krimske planine, Ural i Kavkaz.
Kontinentske države koje nemaju izlaz na more u Istočnoj Europi su: Bjelorusija i Moldavija.

## KlimaIstočne Europe
Glavnina prostora ima snježno-šumsku klimu s toplim i suhim ljetom te vrlo hladnom i suhom zimom. Samo jug Ukrajine ima stepsku klimu, a krajnji sjever snježnu klimu. Izražena je kontinentalnost i velike amplitude temperature (24°C do 35°C). Zimi i ljeti se temperature smanjuju od juga prema sjeveru. Najtoplije su obale Crnog i Azovskog mora, a najhladniji je poluotok Kola te pojas do Urala. Od zapada prema istoku Europe smanjuje se količina padalina, pa ih Istočna Europa prima relativno malo (najviše ih primaju Ural, Krimska gora i Karpati, a najmanje krajnji jug i sjever). 

## Vode Istočne Europe
Rijeke Dnjepar, Dnjestar, Južni Bug, Don i Prut pripadaju crnomorskom slijevu, Zapadna Dvina, Njemen i Zapadni Bug slivu Baltičkog mora, Volga i Ural kaspijskom, a Pečora i Sjeverna Dvina slivu Sjevernog ledenog mora.
U sjevernom dijelu regije nalaze se brojna ledenjačka jezera. na Volgi i Dnjepru nalaze se umjetna jezera. Između Bjelorusije i Ukrajine, oko rijeke Pripjat, nalaze se najveće europske močvare koje su danas djelomično isušene i pretvorene u obradive površine.
Zbog utjecaja ogranka Golfske struje, Barentsovo more i Bijelo more imaju veliko gospodarsko značenje (promet, ribolov). Crno more također ima prometno značenje, a danas dobiva sve veće turističko značenje.

## VegetacijaIstočne Europe
Vegetacija Istočne Europe razvijena je u pojasevima. Od sjevera prema jugu dolazi do izmjene: tundra – crnogorica – miješana šuma – bjelogorica – šumostepa – travna stepa.

## Stanovništvo Istočne Europe
Na prostoru istočne Europe smatra se da živi oko 170 milijuna stanovnika. Većina stanovništva čine narodi iz slavenske grupe naroda, a to su Rusi, Ukrajinci, Bjelorusi i Rusini. Na tom području žive i Rumunji, odnosno Moldavci koji spadaju u romansku grupu naroda i Kazasi koji spadaju u turkijsku grupu naroda. Osim tih naroda, na području istočne Europe živi dosta malih naroda kao što su Gagauzi (Moldavija), Krimski Tatari (Ukrajina), Čečeni, Inguši, Oseti, Avari (Rusija) i itd.
Od religija je nazastupljenije pravoslavlje, a osim njih također u manjini žive muslimani, rimokatolici, grkokatolici i židovi. 
Najpoznatiji gradovi u istočnoj Europi:
- Moskva
- Petrograd
- Kijev
- Volgograd
- Minsk
- Kišinjev

## Gospodarstvo
Za vrijeme SSSR-a područje istočne Europe se smatralo najrazvijenijim dijelom te države, a također se smatralo i jednim glavnih gospodarskih centara tadašnje Europe. Nakon raspada SSSR-a i dolaska klimave demokracije i trazicijskog doba to područje je zahvatila gospodarska kriza. To je rezultiralo da se danas uz Jugoistočnu Europu ova regija smatra najnerazvijenijim dijelom Europe (dvije države ove regija se smatraju najsiromašnijim državama u Europi: Ukrajina i Moldavija. To sve je dovelo do pojave organiziranog kiminala i korpucije koje se razvilo u sve slojeve društva, a koje koče razvoju demokracije i gospodarstva te regije. Osim toga, nakon raspada SSSR-a došlo je i do pojave nacionalizma koje je izazvalo i pojavljivanje sukoba među etničkim grupama u državama i osnivanje međunarodno nepriznatih država (Pridnjestrovska Moldavska Republika).
Današnja gospodarstva istočne Europe se uglavnom oslanjaju na preostalu industrijsku proizvodnju i poljoprivredu. Osim toga, veliku ulogu u gospodarstvu ima i tranzit goriva cjevovodima kojim se transportira iz Azije u ostatak Europe kojim se dijelom opskrbljuje i sama regija.
Unatoč potencijalu kojim ova regija posjeduje oragnizirani kriminal, šverc, korupcija, nestabilne vlasti i međudržavne napetosti onemogućavaju razvoj regije kako bi povratila stari ugled koji je nekoć imala.